# 萬樂珠
曼陀珠（英語：mentos，港澳譯「萬樂珠」，台湾译「曼陀珠」，中国大陆译“曼妥思”），是一種在全球超過130個國家銷售的薄荷糖品牌，由歐洲糖果集團不凡帝范梅勒生產。最初於1932年在荷蘭問世。通常都是以包含14颗糖的條狀包形式和數十顆糖的罐装形式販售。

## 萬樂珠與汽水

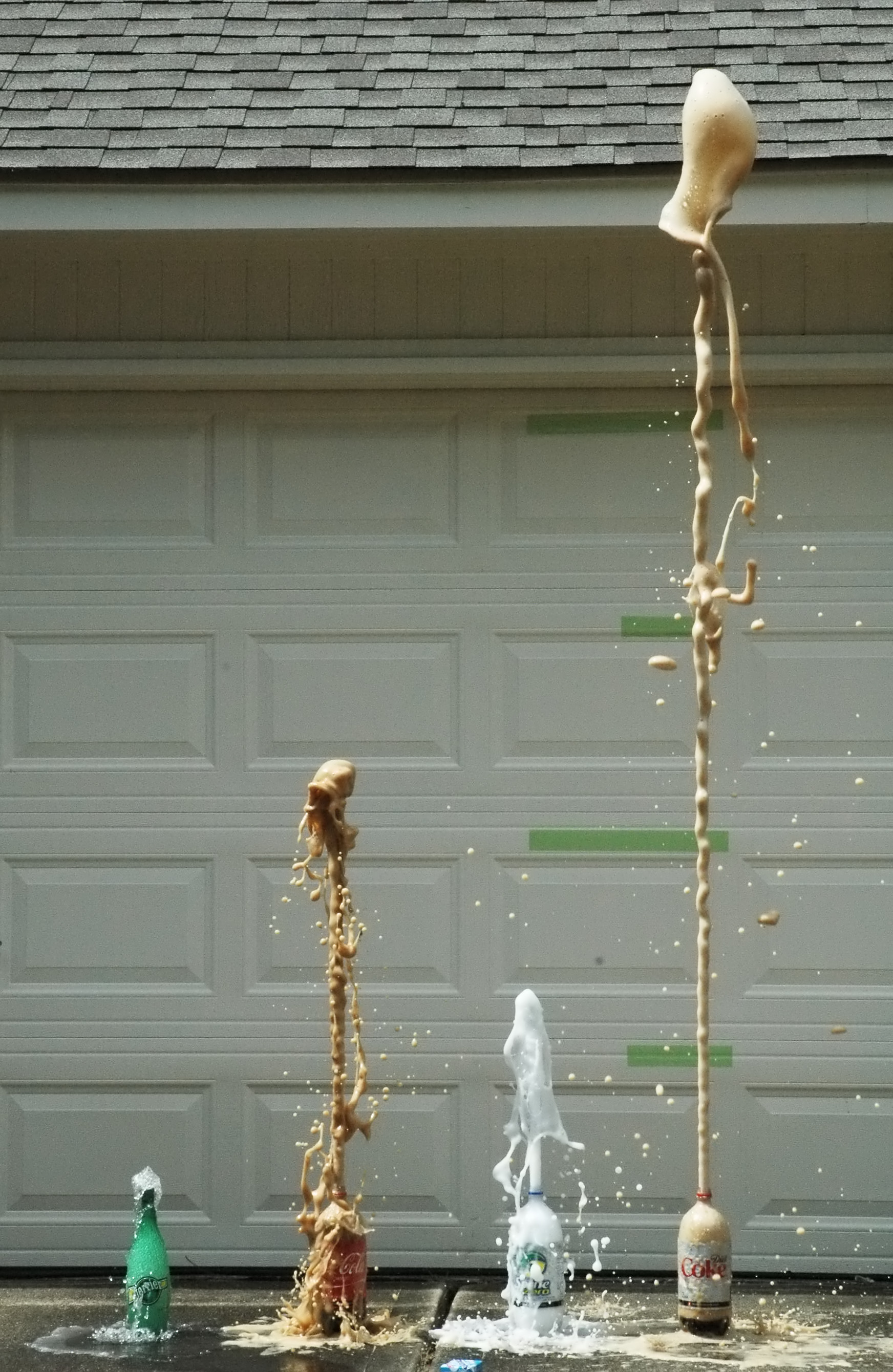
碳酸飲料分別各投入五枚曼陀珠的反應。左至右：沛綠雅、可口可樂、雪碧、健怡可樂。

當萬樂珠放在滿載碳酸飲料，如汽水、可樂等瓶內時，會製造出噴泉的效果。這是因為萬樂珠表面滿佈小孔，造成曼妥思表面积增加，使汽水中的二氧化碳在其表面迅速聚集成氣泡，使瓶內的壓力增大，所以噴出汽水。

## 外部連結
- 官方網站 （页面存档备份，存于）
- 萬樂珠 官方的Facebook專頁